# حامل منوي

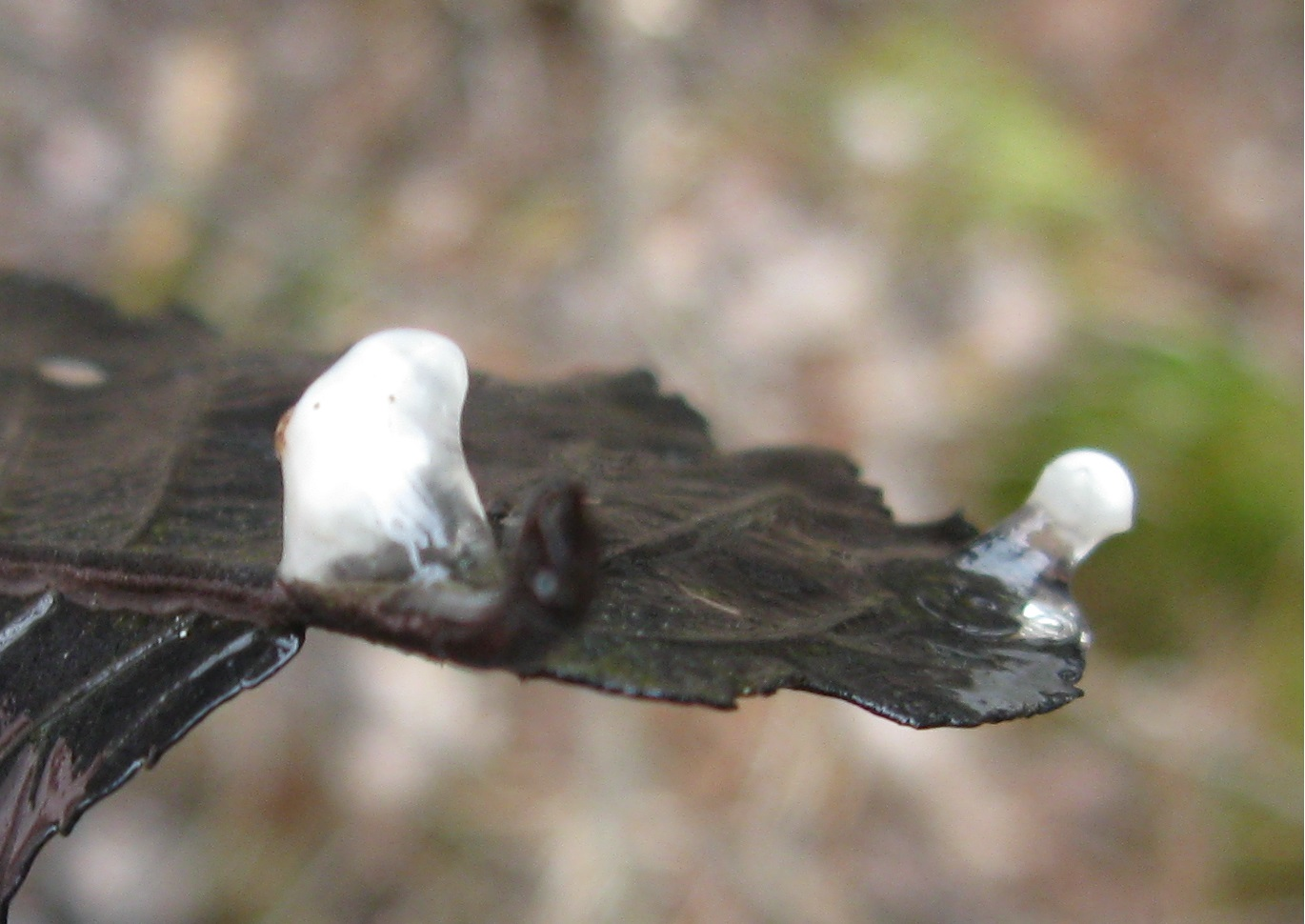

الحامل المنوي أو ما يعرف بمحفظة النطاف هي عبارة عن كتلة تحتوي على الحيوانات المنوية تنشأها الذكور من الأنواع الحيوانية المختلفة وخاصة السلمندرات والمفصليات ونقلها تماما إلى ovipore الإناث اثناء عملية الإنتاج التناسلي.الحامل المنوي من الممكن ان يحتوي أيضا على تغذية للإناث وفي هذه الحالة يطلق عليه هدية الزواج كما هو الحال في مدغلة الصراصير.في هذه الحالة من العثة السامة utethesia ornatrix الحامل المنوي يشمل الحيوانات المنوية والغذاء وقلويات البيروزولدين التي تمنع الافتراس لانه سام لمعظم الكائنات الحية ومع ذلك في بعض الانواع مثل فراشة ال edith's checkerspot 
هدايا الزواج تمنح القليل من الغذاء.الحامل المنوي الذي ينقل اثناء التزاوج له تأثير ضئيل على الإنتاج التناسلي للإناث، من فوائد الفرضية البديلة هي ان عملية أكل الحامل المنوي تمنع الإناث من عملية التازر اللاحقة وتوفير مكونات التزاوج مما بعطي الحيوانات المنوية للذكور المزيد من الوقت للتخصيب.
اللافقاريات 
الحامل المنوي هو القاعدة في العناكب والعديد من مفصليات التربة وفي الحشرات المختلفة مثل مدغلة الصراصير وغالبا ما يحاط الحامل المنوي ب spermatophylax بروتيني وظيفته ان بقلل من سيطرة الإناث عللا عملية التلقيح وذلك من خلال السماح بنقل الحيوانات المنوية كاملة من الحامل المنوي.بعض أنواع الفراشات والعث أيضا تسمح بحفظ الحامل المنوي في الإناث اثناء الجماع ونشكل الامثلة فراشة الخشب والعثة المرخرفة مكونين بذلك حامل منوي 
الفقاريات 
بعض الفقاريات أيضا تتكاثر عن طريق الحامل المنوي مثل الذكور من معظم السلمندر وسمندل الماء تنشأ حامل منوي والذي قد تختار الإناث ان تنشأه ام لا وهذا يتوقف على نجاح عرض الذكور للتزاوج.